# غريس تشانغ
غريس تشانغ (الصينية: 葛蘭؛ و. 1933 – م) هي مغنية، وممثلة، من جمهورية الصين، ولدت في شانغهاي.

## وصلات خارجية
- غريس تشانغ على موقع IMDb (الإنجليزية)
- غريس تشانغ على موقع ميوزك برينز (الإنجليزية)
- غريس تشانغ على موقع أول ميوزيك (الإنجليزية)
- غريس تشانغ على موقع ديسكوغز (الإنجليزية)
- غريس تشانغ على موقع قاعدة بيانات الفيلم (الإنجليزية)